# Пінгвін антарктичний
Пінгвін антарктичний (Pygoscelis antarctica) — вид пінгвінів, поширений по всьому узбережжю Антарктиди та на антарктичних островах. Морський птах поширений на Південній Джорджії, Південних Сандвічевих островах, на узбережжі Антарктиди, островах Буве, Баллені і Петра I.

## Зовнішній вигляд
Дорослі антарктичні пінгвіни досягають зросту 60–70 см і ваги близько 4,5 кг. Задня сторона тіла і голови, а також дзьоб в антарктичних пінгвінів темно-сірі, майже чорні, передня сторона — біла. По шиї, від вуха до вуха, йде тонка чорна смужка. Пташенята вкриті сірим пухом (спереду — більш світлим).

## Поширення
Ареал проживання антарктичного пінгвіна — узбережжя Антарктиди з боку Південної Америки та прилеглих островів, на північ поширений до Південної Георгії, Буве і Баллені. Запливає до Фолклендських островів. Також пінгвіни зустрічаються і на айсбергах в Антарктиці. Чисельність популяції оцінюється у 7,5 млн пар.

## Харчування
Основу раціону антарктичного пінгвіна становить криль, іноді дрібна риба та інші морські ракоподібні.

## Спосіб життя
У гніздовий період антарктичні пінгвіни роблять протяжні кочівлі, віддаляючись від колоній на відстань до 1000 км.
Дорослі антарктичні пінгвіни — чудові плавці та нирці, вони можуть досягати глибини до 250 м.

## Розмноження
Гнізда антарктичні пінгвіни будують серед каменів, самець і самка по черзі кожні 5–10 днів висиджують 1–2 яйця протягом 35 днів. У віці 50–60 днів молодняк вже починає виходити в море.

## Цікаві факти
- У 2004 році двоє антарктичних пінгвінів чоловічої статі на ім'я Рой і Сіло в зоопарку Центрального парку Нью-Йорку, утворили пару. Їм підкинули запліднене яйце, і у пари згодом вилупилося і виросло пташеня.
- У червні-липні 2006 року безліч антарктичних пінгвінів були виявлені в районі Ріо-де-Жанейро.